# Henrique I, Duque de Brunsvique-Luneburgo
Henrique do Meio, Duque de Brunsvique-Luneburgo (Lüneburg, 15 de Setembro de 1468 – 19 de Fevereiro de 1532) foi príncipe de Luneburgo entre 1486 e 1520.

## Vida
Henrique de Brunsvique-Luneburgo, filho de Otão V, Duque de Brunsvique-Luneburgo e da princesa Ana de Nassau-Dilemburgo, nasceu em 1468. Em 1486, Henrique passou a controlar o governo de Luneburgo que estava num regime de regência liderado pela sua mãe desde a morte do seu avô, Frederico II, Duque de Brunsvique-Luneburgo. 
O reinado de Henrique ficou marcado por complicações relacionadas com a Grande Disputa Diocesana. Henrique colocou-se do lado do bispo e contra os nobres de Hildesheim e os Welfs de Brunsvique. Em 1519, Henrique saiu vitorioso da Batalha de Soltau, embora a intervenção do recém-eleito sacro-imperador Carlos V tenha transformado a batalha conseguida no campo de batalha numa derrota diplomática. Henrique ficou do lado francês durante a eleição, por isso passou a ser inimigo de Carlos V. Os dois filhos mais velhos de Henrique tornaram-se regentes do país e Henrique partiu para o exílio na corte do rei de França. 
Henrique regressou em 1527, no início da Reforma Protestante em Luneburgo, e tentou recuperar o controlo dos seus territórios para ajudar aqueles que se opunham à Reforma. A sua tentativa falhou e Henrique regressou à França em 1530. Passou os seus últimos anos de vida na casa principesca de Luneburgo, que lhe foi oferecida pelo seu filho mais velho. Após a morte da sua primeira esposa, a princesa Margarida da Saxónia, Henrique contraiu um casamento morganático com Anna von Campe. Foi enterrado na Abadia de Wienhausen onde ainda é possível visitar a sua sepultura nos dias de hoje.

## Descendência
Do seu casamento, Henrique teve os seguintes filhosː
1. Ana de Brunsvique-Luneburgo (7 de Março de 1492 - 1500), morreu com cerca de oito anos de idade.
2. Isabel de Brunsvique-Luneburgo  (11 de Setembro de 1494 - 2 de Abril de 1572), casada com Carlos II, Duque de Gueldres; sem descendência.
3. Otão I, Duque de Brunsvique-Harburgo (24 de Agosto de 1495 – 11 de Agosto de 1549), casou-se morganaticamente com Meta von Campe; com descendência.
4. Ernesto I, Duque de Brunsvique-Luneburgo (27 de Junho de 1497 – 11 de Janeiro de 1546), casou-se com a princesa Sofia de Mecklemburgo-Schwerin
5. Apolónia de Brunsvique-Luneburgo (8 de Março de 1499 - 31 de Agosto de 1571), tornou-se freira.
6. Francisco, Duque de Brunsvique-Luneburgo (23 de Novembro de 1508 - 23 de Novembro de 1549), casou-se com a princesa Clara de Saxe-Lauemburgo; com descendência.

## Genealogia
| Henrique I, Duque de Brunsvique-Luneburgo | Pai: Otão V, Duque de Brunsvique-Luneburgo | Avô paterno: Frederico II, Duque de Brunsvique-Luneburgo | Bisavô paterno: Bernardo I, Duque de Brunsvique-Luneburgo   |
| Henrique I, Duque de Brunsvique-Luneburgo | Pai: Otão V, Duque de Brunsvique-Luneburgo | Avô paterno: Frederico II, Duque de Brunsvique-Luneburgo | Bisavó paterna: Margarida da Saxónia (1429)                 |
| Henrique I, Duque de Brunsvique-Luneburgo | Pai: Otão V, Duque de Brunsvique-Luneburgo | Avó paterna: Madalena de Brandemburgo (1412–1454)        | Bisavô paterno: Frederico I, Eleitor de Brandemburgo        |
| Henrique I, Duque de Brunsvique-Luneburgo | Pai: Otão V, Duque de Brunsvique-Luneburgo | Avó paterna: Madalena de Brandemburgo (1412–1454)        | Bisavó paterna: Isabel da Baviera, Eleitora de Brandemburgo |
| Henrique I, Duque de Brunsvique-Luneburgo | Mãe: Ana de Nassau-Dilemburgo              | Avô materno: João IV de Nassau                           | Bisavô materno: Engelberto I de Nassau                      |
| Henrique I, Duque de Brunsvique-Luneburgo | Mãe: Ana de Nassau-Dilemburgo              | Avô materno: João IV de Nassau                           | Bisavó materna: Johanna van Polanen                         |
| Henrique I, Duque de Brunsvique-Luneburgo | Mãe: Ana de Nassau-Dilemburgo              | Avó materna: Maria de Loon-Heinsberg                     | Bisavô materno: João II de Loon                             |
| Henrique I, Duque de Brunsvique-Luneburgo | Mãe: Ana de Nassau-Dilemburgo              | Avó materna: Maria de Loon-Heinsberg                     | Bisavó materna: Margarida de Solms-Braunfels                |

## Literatura
- Ferdinand Spehr: Heinrich der Mittlere. In: Allgemeine Deutsche Biographie (ADB). Bd. 11, Leipzig 1880, S. 492–495.